# Eremodaucus
Eremodaucus je monotipski biljni rod iz porodice štitarki čija je jedina vrsta E. lehmannii s Kavkaza i zapadne centralne Azije (Afganistan, Iran, Kazahstan, Kirgistan, Tadžikistan, Turkmenistan, Uzbekistan).
Jedmnogodišnja je biljka iz polupustinja i stepa.